# Camptoptera setipaupera
Camptoptera setipaupera är en stekelart som beskrevs av Soyka 1961. Camptoptera setipaupera ingår i släktet Camptoptera och familjen dvärgsteklar.
Artens utbredningsområde är Nederländerna. Inga underarter finns listade.